# Schroeder
Schroeder es uno de los personajes de ficción de la larga tira cómica Peanuts, creada por Charles M. Schulz. Se distingue por su precoz habilidad para tocar un piano de juguete, así como por su amor a la música clásica y al compositor Ludwig van Beethoven en particular. Schroeder es, también, el cácher en el equipo de baseball de Charlie Brown, a pesar de que siempre regresa al montículo de la cancha con la pelota (nunca batea); posteriormente en una tira, confiesa que no quiere que el otro equipo descubra su falta de capacidad. Es objeto del enamoramiento no correspondido de Lucy Van Pelt, quien suele recostarse sobre el piano de Schroeder constantemente. Charlie Brown, Peppermint Patty, Frieda y Snoopy son mostrados rara vez recostados sobre el piano de Schroeder.
Después de Linus y Snoopy, Schroeder es probablemente el amigo más cercano de Charlie Brown; una vez reprendió a Violet por darle a Charlie Brown un regalo de San Valentín usado, luego que Charlie Brown lo aceptara con entusiasmo. Schroeder también se suma en contra de las niñas (Lucy, Patty, Violet y Frieda) y Snoopy en Charlie Brown's All-Stars, cuando se descubre que Charlie Brown no sacrificaría a las niñas y a Snoopy sólo para conseguir los uniformes del equipo. Es uno de los pocos jugadores que tiene respeto por Charlie Brown como mánager; sin embargo, es capaz de reprender a Charlie Brown por los malos resultados como cualquier otra persona, aunque esos momentos son escasos y distantes entre sí.
Schroeder por lo general es representado tocando su piano de juguete. Es capaz de interpretar todas las octavas del instrumento, a pesar del hecho que su piano tiene una muy pequeña gama realista (por ejemplo, y como una broma que corre, las teclas negras simplemente están pintadas sobre las teclas blancas). En una ocasión, Charlie Brown trató de hacerle tocar un verdadero piano pero Schroeder se echó a llorar, intimidado por su tamaño.
- Datos: Q246384